# Halycaea ruficeps
Halycaea ruficeps är en stekelart som först beskrevs av Smith 1858.  Halycaea ruficeps ingår i släktet Halycaea och familjen bracksteklar. Inga underarter finns listade i Catalogue of Life.